# Distretto di Jialing
Il distretto di Jialing (嘉陵区S, JiālíngP) è un distretto della Cina, situato nella provincia di Sichuan e amministrato dalla prefettura di Nanchong.